# Musée des Beaux-Arts de Shanghai
Le musée des Beaux-Arts de Shanghai (hanyu pinyin : Shànghǎi Měishùguǎn ; sinogrammes traditionnels : 上海美术馆 ; sinogrammes simplifiés : 上海美術館) est un musée de la ville de Shanghai en Chine.
Il a été aménagé dans l'ancien bâtiment du Racing Club de Shanghai aux abords de la place du Peuple, à Puxi. Il accueille entre autres la biennale de Shanghai.
Avant les années 2000, la ville de Shanghai ne comptait que deux musées d'art, dont celui-ci.
En 2012, le musée déménage dans le Pavillon de la Chine et devient le Musée des arts de Chine.

## Artistes exposés
- John Way (1921-2012), peintre américain d'origine chinoise.